# Acanthops erosula
Acanthops erosula är en bönsyrseart som beskrevs av Carl Stål 1877. Acanthops erosula ingår i släktet Acanthops och familjen Acanthopidae. Inga underarter finns listade i Catalogue of Life.